# Montricher
Pour les articles homonymes, voir Montricher (homonymie).
Montricher est une commune suisse du canton de Vaud, située dans le district de Morges.

## Géographie
| L'Abbaye  |            | L'Isle   |
| Le Chenit | Montricher | Mauraz   |
| Berolle   | Mollens    | Pampigny |

## Héraldique
| Blason de Montricher | Blason  | D'argent au chef de gueules chargé de trois coquilles d'or. |
| Blason de Montricher | Détails | Ces armoiries apparaissent dès le XIIIe siècle chez les premiers sires de Montricher, dont le château domina le bourg jusqu'au XVIIIe siècle. La présence des coquilles servait à rappeler la participation des sires de Grandson au pèlerinage de Saint-Jacques-de-Compostelle. La commune de Montricher adopte ces armoiries en 1921. Les armoiries de la commune sont approuvées par le canton de Vaud. |

## Population

### Gentilé
Les habitants de la commune se nomment les Montélets (variation : Montellais).

## Histoire

Vue aérienne (1949).

Il est question du bourg de Montricher au XIe siècle déjà, Adalbert II de Grandson, poussant vers le sud, avait planté un donjon, à La Sarraz. Son fils, Rodolphe ou peut-être un parent, édifia un castel sur l'éminence de Montricher, point de vue admirable qui domine toute la région, d'où la vue s'étend jusqu'aux Alpes et qui contrôle la route du pied du Jura.
La ville est créée autour du château avant 1292 par les seigneurs de Grandson, et dotée de franchises, sans doute vers 1293 ou vers 1300 et fermée de murs attestés dès le XIVe siècle.
En 1049, la tour était dressée. Tout d'abord sommaire, elle s'agrandit peu à peu et devient le centre d'une seigneurie. Un bourg surgit à ses pieds. Ce qu'il y a de particulier à Montricher, c'est le statut juridique du château et du bourg ; dès le XIIe siècle le donjon dépendait féodalement des seigneurs de La Sarraz, branche aînée des Grandson, auxquels les Montricher devaient l'hommage de leurs terres, étant la branche cadette. Les fossés, le bourg et son enceinte demeuraient cependant indépendants de cette vassalité. Ils étaient de « franc alleu », c'est-à-dire libres de toute sujétion, dépendant directement de l'empereur. Ce cas de double vassalité est probablement le seul que l'on puisse trouver dans le canton. La terre de Montricher s'étendait fort loin et comprenait les villages de Villars-Bozon, Pampigny, Sévery, Cottens, Bussy, Vufflens-le-Châtel, Lussy, Apples, Reverolle, Clarmont, Joulens et Monnaz. Elle fut soumise en fief à Louis de Savoie-Vaud, qui reçut en 1293 l'hommage des Montricher. Cependant, les droits de la Sarraz, sur le château furent réservés. L'hommage du donjon passa à Escard de Montsaugeon, seigneur de Bavois, puis par mariage aux Gléresse, qui le vendirent aux Cossonay, Ceux-ci, en 1406, le vendirent aux Savoie. Quant à l'hommage du bourg, il passa de Louis de Baud à la Savoie, lors du fameux rachat de la seigneurie de Vaud, par le comte Vert en 1389. Ainsi se trouvèrent réunies les seigneuries du château et du bourg. Cependant, administrativement, la séparation persista toujours, même sous le gouvernement de LL.EE. de Berne.
Un grand incendie ravage l'agglomération en 1770. Cette catastrophe entraîne une restructuration de la disposition urbaine, avec un retour délibéré à un aménagement villageois de type jurassien. La ville se présente dès lors en deux parties, l'une supérieure, liée à la rue du château, et l'autre qui forme une ville neuve de pan concentrique incorporant la Grand-Rue.

## Patrimoine bâti
Eglise réformée, ancienne chapelle Saint-Nicolas. Ce lieu de culte, élevé aux XIVe et XVe siècles peut-être à l'emplacement d'une première chapelle castrale, occupe l'angle nord-est de l'enceinte de l'ancien château. Des travaux importants ont été entrepris en 1595 par Guillaume de Vuillermin, seigneur de Montricher, avec percement à l'est d'une grande baie de style gothico-renaissant. Un bulbe "à l'impériale" a été élevé au XVIIe siècle sur une ancienne tour d'enceinte du château, qui sert de clocher. Les vitraux de l'église, de 1953, sont dus à François Ribas. Une restauration de l'édifice, en 1935-1936, a inversé la disposition intérieure et a créé de nouvelles fenêtres au nord.
La Fondation Jan Michalski est installée à Montricher.

## Forêts
Un projet de réserve forestière est né en 1996 d’une volonté commune de la Fondation pour la nature MAVA, la Municipalité de Montricher et le Service des forêts, de la faune et de la nature du canton de Vaud. Ce projet pilote de gestion écologique veut créer un réseau de réserves forestières et mettre en place un suivi scientifique afin d’évaluer l’effet de la mise en réserve de certaines forêts. Les contrats sont signés en mai 2001. Une première publication en 2003 évoque les ambitions de la démarche.
Dans le cadre de ce vaste projet, 115 ha de forêt ont été mis en réserve forestière naturelle, dont 40,25 ha propriété de l'État, et 74,45 ha propriété de la commune. En outre, 239,8 ha de forêts communales ont été soumises au régime d’une gestion spécifique par la signature, pour 50 ans, d’un contrat de réserve forestière, avec intervention particulière. Vingt ans après le début de l’entreprise, un bilan détaille les objectifs de la gestion forestière, l’évolution du bois mort, l’identification moléculaire des champignons, la diversité des lichens, le suivi de la flore rare, le suivi entomologique et celui de l’avifaune.

## Aviation
La commune compte un aérodrome pour le vol à voile essentiellement (code IATA : - • code OACI : LSTR). Ce dernier accueille le groupe vaudois de vol à voile de Montricher (GVVVM) ainsi que le groupe genevois de vol à voile de Montricher (GGVVM).